# Цепков
Цепков (нім. Zepkow) — громада в Німеччині, розташована в землі Мекленбург-Передня Померанія. Входить до складу району Мекленбургіше-Зенплатте. Складова частина об'єднання громад Ребель-Мюріц.
Площа — 12,59 км2. Населення становить Невірний параметр metadata 13 071 168 ос. (станом на 31 грудня 2020).